# رامق

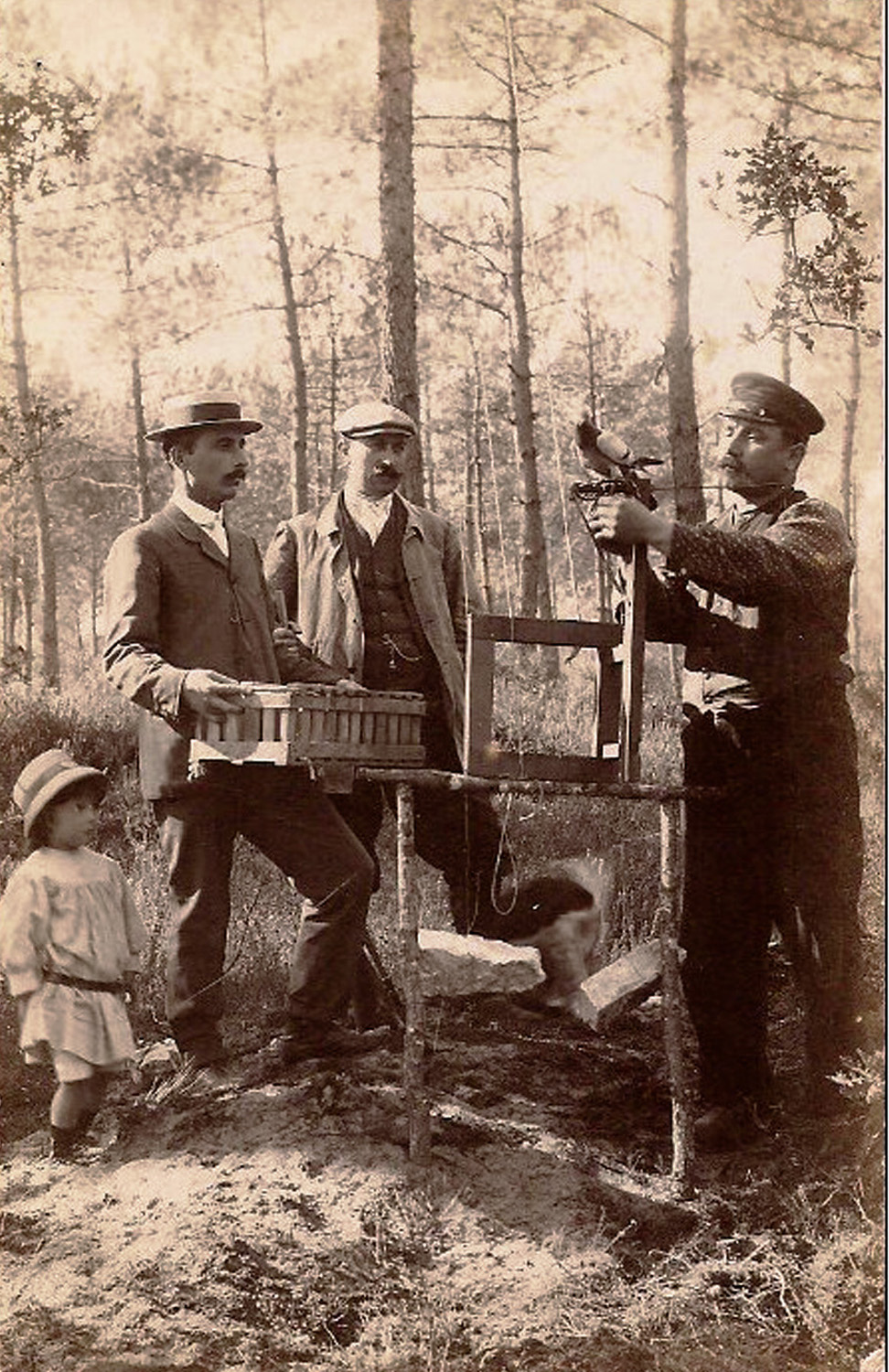
وضع الرامق في الفخ

الرَّامِق أو طائر الإغراء هو الطائر الذي ينصبه الصياد ليقع عليه البازي أو أي طائر جارح فيصيده. وقد يستخدم الرامق بغرض جذب الطائر إلى مكان محدد ليسهُل تصويره أو لتعويده على القرب من الإنسان. يُقيد الرامق في ذلك المكان ويربط ليبقى في تلك البقعة فيسهل صيد أو تصوير الطائر الجارح. فإذا كان الغرض الإمساك بالطائر الجارح فيجب أن يُوضَع الرامق في الفخ الذي يُطبق على الطائر الجارح.

## انظر أيضًا

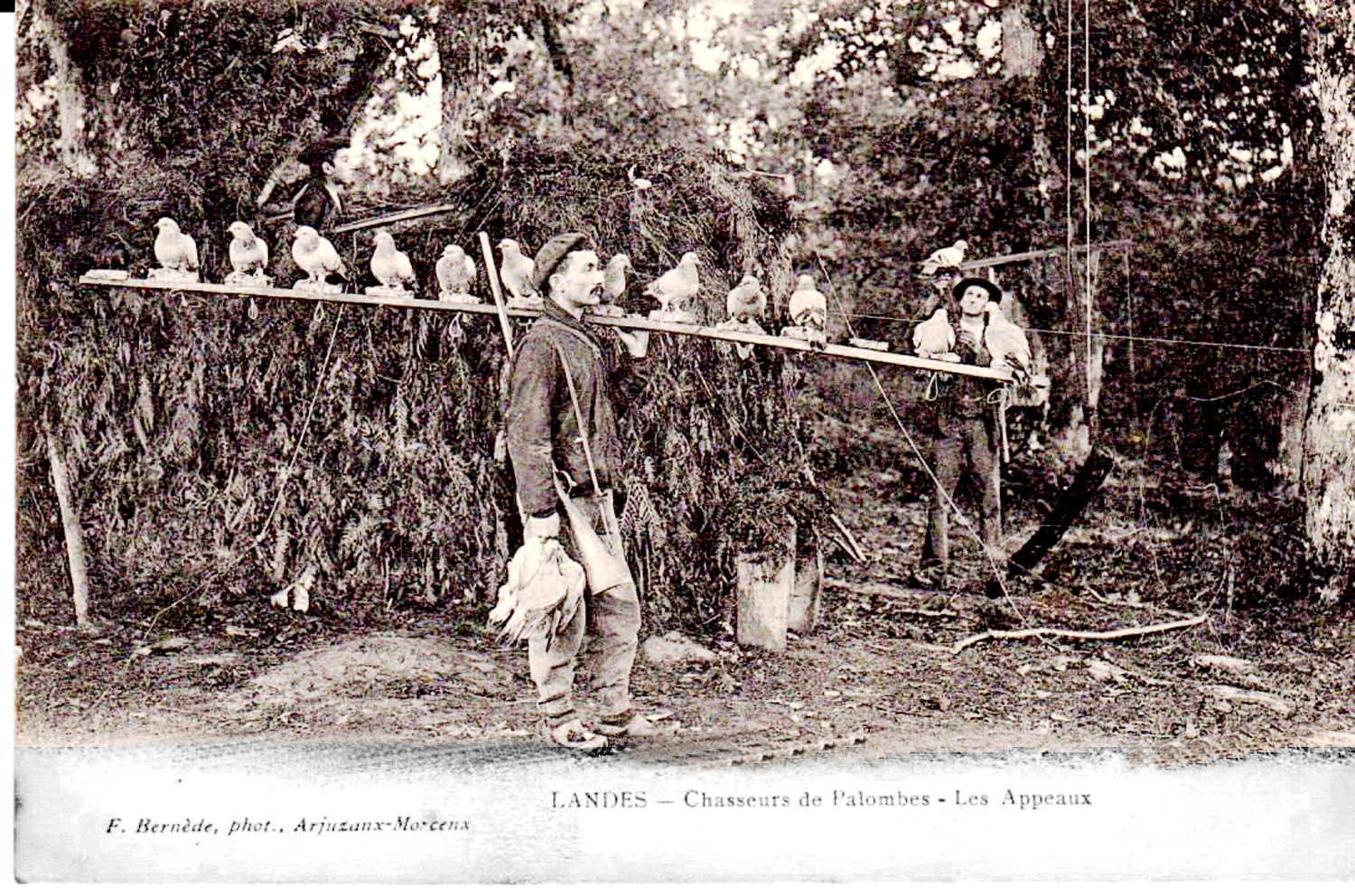

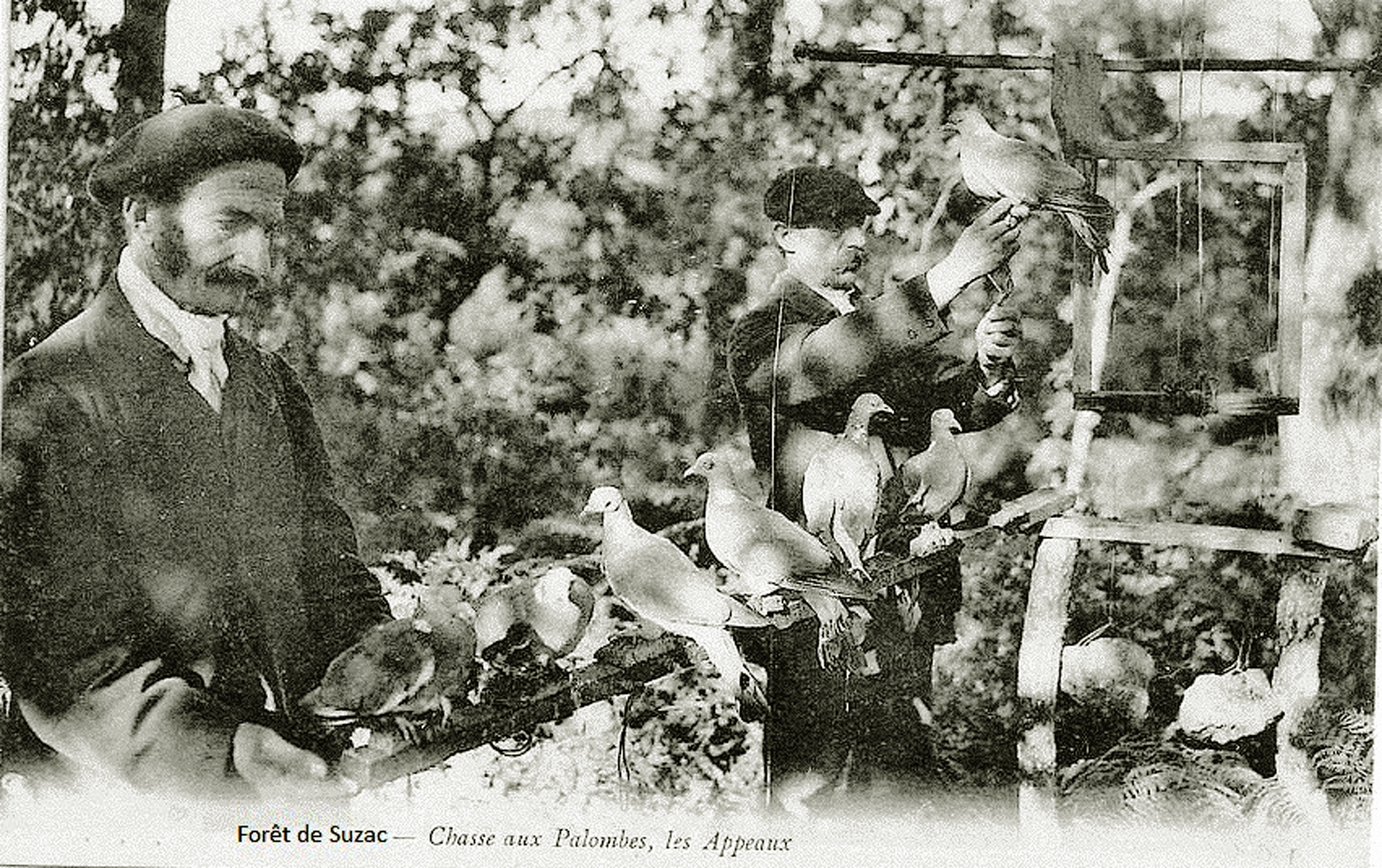

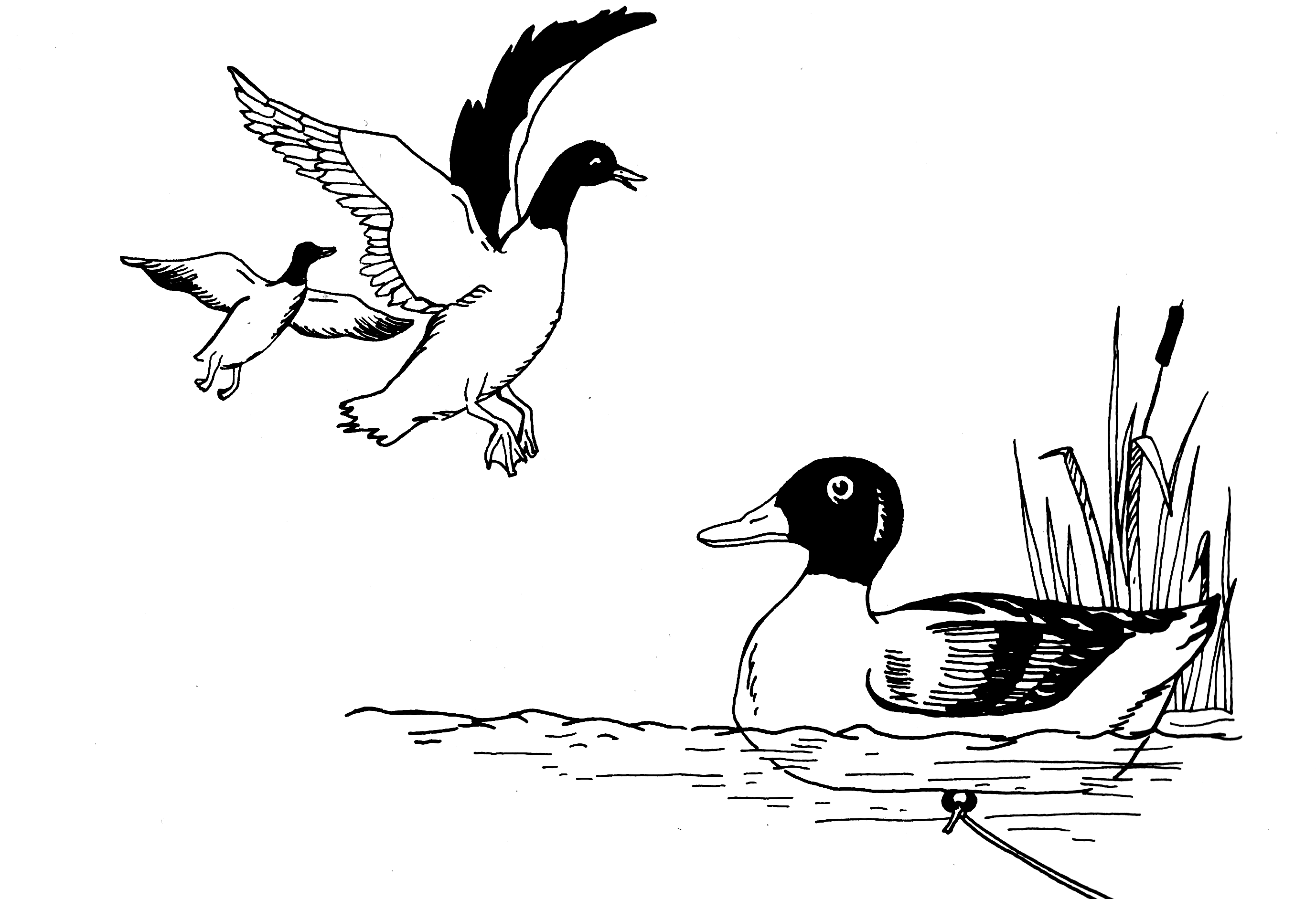
رامق كاذب